# Mekosuchus
Genre
Mekosuchus est un genre éteint de crocodiles d'Australasie au sein de la sous-famille des Mekosuchinae. Leur extinction semble dater de l'arrivée de l'Homme sur les îles d'Océanie.

## Description
Les espèces de ce genre étaient de petite taille, 2 m de longueur maximale et étaient terrestres, ce qui en faisait le dernier groupe de crocodiliens terrestres, alors qu'il ne reste plus aujourd'hui que des espèces semi-terrestres comme le Crocodile de Cuba et les crocodiles nains des genres  Osteolaemus et Paleosuchus.

## Découvertes
Des fossiles de genres apparentés, comme Trilophosuchus, datant du Miocène ont été retrouvées en Australie (le plus ancien membre de la sous-famille des Mekosuchinae est le genre Kambara qui vivait durant l'Éocène), bien que les Mekosuchinae se sont éteints en Australie avant l'arrivée de l'Homme. Mekosuchus a survécu jusqu'à l'Holocène, et ses sub-fossiles ont été retrouvés en Nouvelle-Calédonie, dans les grottes de Pindaï et à Kanumera, sur l'île des Pins, ainsi qu'à Vanuatu.

## Liste d'espèces
Selon Paleobiology Database (14 avril 2015) :
- Mekosuchus kalpokasi
- Mekosuchus whitehunterensis
- Mekosuchus inexpectatus